# John Walker (muzyk)

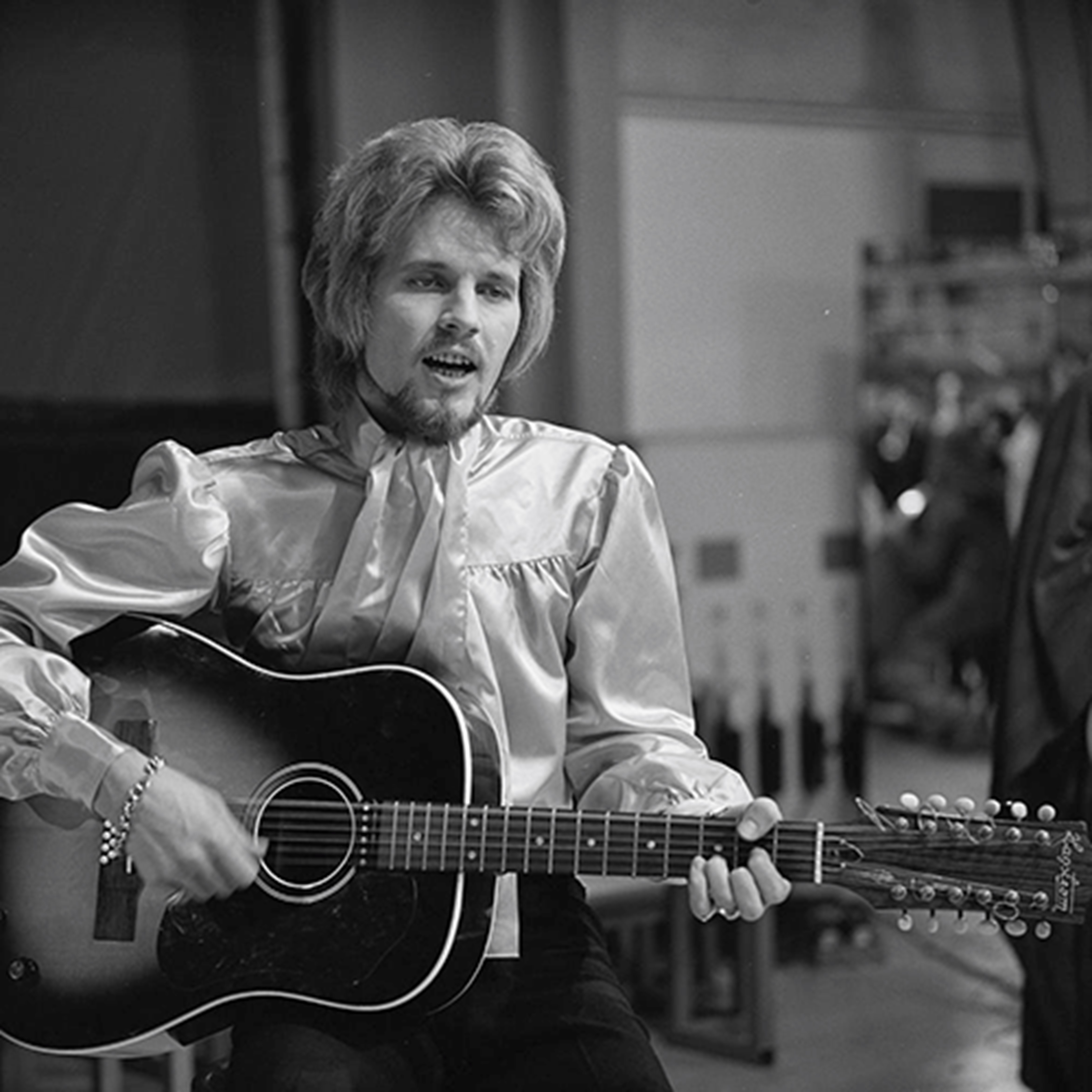
John Walker (1968)

John Walker, właśc. John Joseph Maus (ur. 12 listopada 1943 w Nowym Jorku, zm. 7 maja 2011 w Los Angeles) – amerykański muzyk, gitarzysta, piosenkarz i kompozytor, założyciel grupy The Walker Brothers.